# Leptomyrmex erythrocephalus
Leptomyrmex erythrocephalus is een mierensoort uit de onderfamilie van de Dolichoderinae. De wetenschappelijke naam van de soort is voor het eerst geldig gepubliceerd in 1775 door Fabricius.